# Grube Viktoria

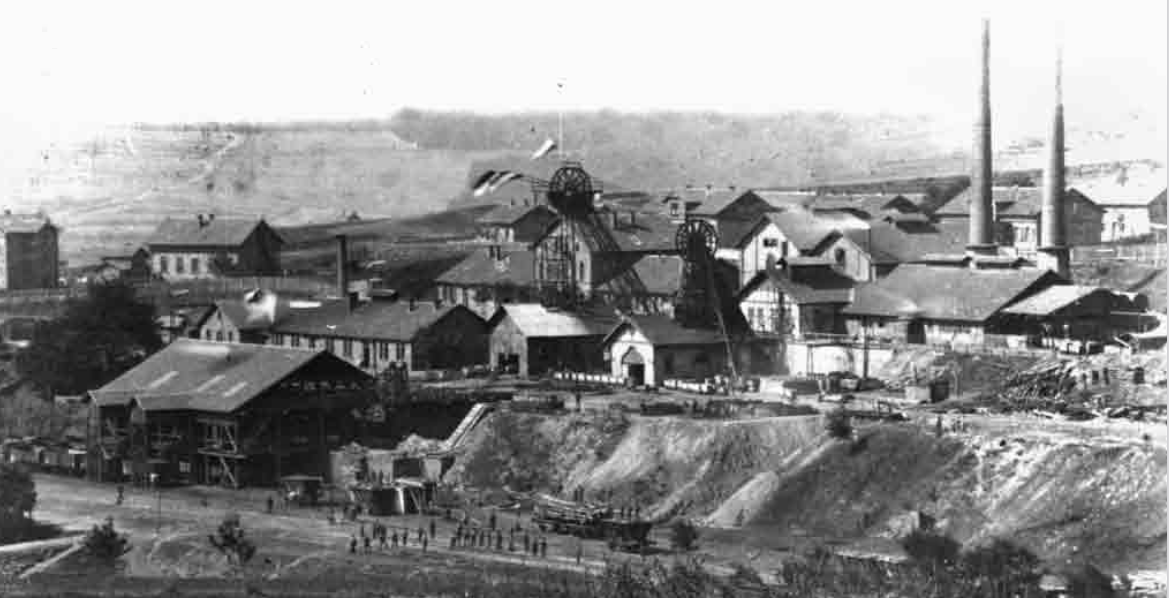
Tagesanlagen der Grube Viktoria (1884/1885)

Die Grube mit den drei Viktoriaschächten, dem Aspenschacht und der Bahnstrecke. Messtischblatt von 1940.

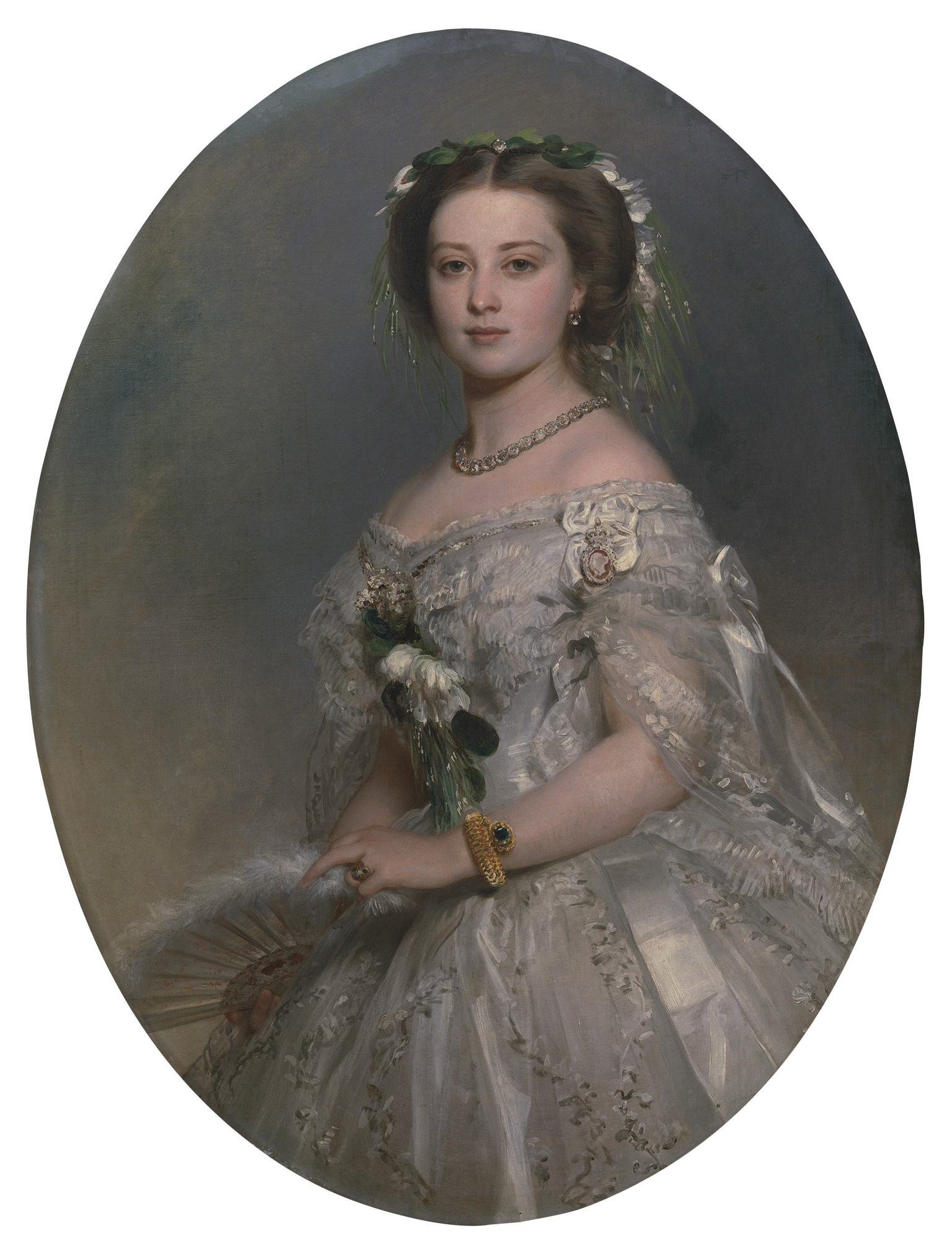
Kronprinzessin Viktoria

Die Grube Viktoria ist ein ehemaliges Kohlebergwerk in der saarländischen Stadt Püttlingen. Sie förderte mit insgesamt vier Schächten von 1872 bis 1963. Endgültig geschlossen wurde die Anlage 1972.

## Geschichte
Die ehemalige Grube Viktoria in Püttlingen gehörte zu dem Konglomerat von Kohlegruben im Bergbaugebiet Saarland. Sie lag am damaligen Ortsrand und wurde nach Victoria von Großbritannien und Irland (1840–1901) benannt. Neben der Grube Franziska ist dies die einzige Grube, die einer Frau gewidmet ist. Ansonsten wurden nur Schächten weibliche Namen gegeben.
Die Grube war ursprünglich eine Nebenschachtanlage der Grube Gerhard, erst zur Zeit der französischen Grubenverwaltung an der Saar 1920–1935 wurde sie eine eigenständige Grube.
Ihre Geschichte beginnt mit der Grabung des ersten Schachtes im Jahre 1866 (Viktoria I), 1881 (Viktoria II) und dem Aspenschacht 1891. Der Schacht III in Köllerbach-Engelfangen wurde am 15. September 1902 angeschlagen und im Oktober 1964 wieder geschlossen. Mit der Muttergrube Gerhard war die Grube durch den 3705 m langen Veltheimstollen verbunden, dessen beide Mundlöcher in Luisenthal und Püttlingen gut erhalten sind. Bis zuletzt förderte die Anlage mit 1.300 Bergleuten 2.100 Tonnen Kohle pro Tag. Bis heute sind die Schachtanlagen nahezu unverändert erhalten geblieben. Das Mundloch Engelfangen des Viktoriastollens wurde vor kurzem aufwändig restauriert (das Mundloch Püttlingen, das sich unmittelbar hinter den beiden Schächten Viktoria I und II befand, ist nicht erhalten). Der Viktoriaschacht II war bis zum Sommer 2013 einer der letzten betriebsbereit gehaltenen Schächte im Saarland, er dient der Wasserhaltung.
Aktuell (Oktober 2013) laufen die Arbeiten zur Verfüllung des Schachtes Viktoria II. Das östliche Förderseil und der zugehörige Förderkorb sind bereits abgenommen. In 60 m Tiefe ist eine Plattform eingezogen worden, von dort bis zur Erdoberfläche wird der Schacht in den nächsten Wochen mit Beton verfüllt. Lediglich ein schmales Stahlrohr bleibt offen für die Wasserhaltung mittels einer Pumpe tief im Schacht, der Schacht wird aber nicht mehr befahrbar sein. Damit endet exakt 50 Jahre nach Stilllegung der Kohleförderung die Betriebsfähigkeit des letzten Schachtes der Grube Viktoria.
Aus dem Schacht werden pro Tag bis zu 6000 Kubikmeter Grubenwasser gepumpt, welches in den Schlehbach geleitet wird.
Die Architektur der gesamten Anlage ist noch heute gut nachzuvollziehen. Sie ist anspruchsvoll und gelungen. Die beiden ersten Schächte sind unmittelbar neben dem Zechenhaus mit Waschkaue – ein Backsteinbau von 1910 – errichtet worden, das heute noch existiert und von dem „Unternehmer Zentrum Püttlingen“ genutzt wird. Die Verbindung zum Schacht III stellt der 1250 Meter lange Viktoriastollen her, über den der Rohstoff Kohle abtransportiert worden ist. Das schräg gegenüber dem Mundloch Engelfangen liegende Fördermaschinenhaus existiert ebenfalls noch. Es wurde 1904 aus Sandsteinquadern errichtet und beherbergt heute eine Scheune und einen Pferdestall. Auch das Zechenhaus Engelfangen ist gut erhalten.
Zeitgleich mit dem Beginn der Kohleförderung im Juli 1872 wurde eine Grubenanschlussbahn zum Bahnhof in Völklingen in Betrieb genommen. Diese Bahn diente vornehmlich dem Abtransport der gewonnenen Kohle, beförderte aber auch Material zur Grube und wickelte sonstigen öffentlichen Güterverkehr ab. Der von Anfang an mittels GmP durchgeführte Personenverkehr wurde mit Inbetriebnahme der weitgehend parallel verlaufenden Köllertalbahn eingestellt, der übrige Betrieb 1970.
Im Zweiten Weltkrieg wurde der Veltheimstollen auch als Schutzstollen genutzt. Bei einem amerikanischen Artillerieangriff auf die Grube Viktoria am 13. Dezember 1944 wurde ein Klärbecken oberhalb des Stolleneingangs getroffen, der Schlamm ergoss sich in den Stollen, wobei 19 Personen den Tod fanden, die dort Schutz suchten. An das Unglück erinnert heute eine Gedenktafel am Stollenmundloch.
Die Tagesanlage Viktoria I/II, darunter u. a. das Fördergerüst des Schachtes II und das Fördermaschinenhaus, steht als Gesamtensemble genau wie das Ensemble Viktoria III in Engelfangen unter Denkmalschutz.
Am 26. September 1901 besuchte Zaifeng, Halbbruder des damaligen Chinesischen Kaisers, auf seiner Reise durch Deutschland die Viktoria-Schächte. Die Zeitung Der Bergmannsfreund berichtete über diesen Besuch.

## Bergehalde Viktoria
Neben der ehemaligen Grubenanlage befindet sich die Bergehalde Viktoria, welche den Spitznamen Monte Schlacko trägt. In der ersten Hälfte des 20. Jahrhunderts entstanden hier zunächst mehrere kleine Halden. 1948 wurde dann eine Hochsturzanlage angelegt, welche die kleinen Halden weiter aufgeschüttete, wodurch diese zusammenwuchsen und somit die heutige Halde Viktoria bildeten. Nach dem Ende des Bergbaus, überragte sie die natürliche Landschaft um 80 bis 100 Meter.
Seit 1972 befindet sich die Halde im Besitz der Stadt Püttlingen. Anschließend wurden das Maschinenhaus des Bergeschrägaufzuges abgerissen und neue Fußwege angelegt. Beginnend im Jahr 1976 wurde die Halde begrünt. Im Zuge dessen wurden etwa 80.000 junge Gehölze an den Steilhängen der Halde Viktoria gepflanzt. Darunter befanden sich vor allem Ahorne, Ebereschen, Kiefern, Roterlen, Linden, Weiden, Pappeln und Wildrosen. Im Laufe der Zeit entwickelte sich aus dieser Bepflanzung ein geschlossener Bewuchs. Auf der Halde befindet sich mittlerweile eine Aussichtsplattform mit einer Höhe von 403 m ü. NHN und einem Gipfelkreuz. Für diese Plattform musste 1975 die ehemals pyramidenförmige Spitze der Halde weichen. Man hat von dem Plateau unter anderem Aussicht auf das Kraftwerk Weiher, die Bergehalde Ensdorf, die Völklinger Hütte, die Dillinger Hütte und den Warndtwald.

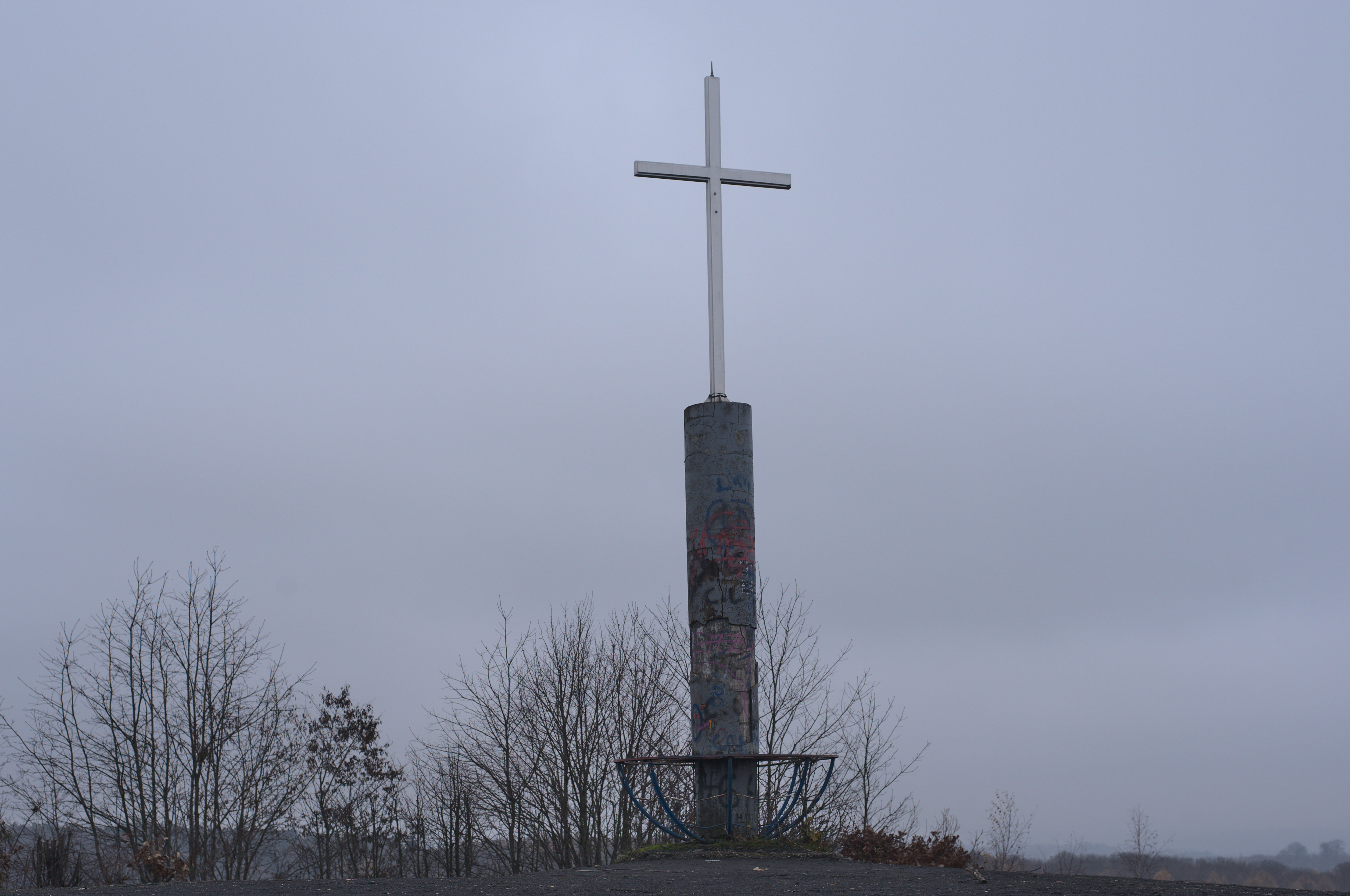
Das Gipfelkreuz der Bergehalde

Um das Jahr 2000 wurde im Rahmen des Projekts Regionalpark Saar der Haldenrundweg geschaffen, welche die Halde Viktoria mit anderen Halden verbindet, die rund um den Saarkohlewald angesiedelt sind. Auch fand von 1999 bis 2003 am Fuße der Halde das Festival Rocco del Schlacko statt.